# Lauter (Lauter-Bernsbach)
Lauter ist ein Ortsteil der am 1. Januar 2013 gebildeten Stadt Lauter-Bernsbach im sächsischen Erzgebirgskreis, dessen Geschichte bis ins 12. Jahrhundert zurückverfolgt werden kann. Im Jahr 1962 wurde Lauter das Stadtrecht verliehen. Die Stadtverwaltung wirbt mit dem Zusatz Stadt der Vogelbeere.

## Geographie

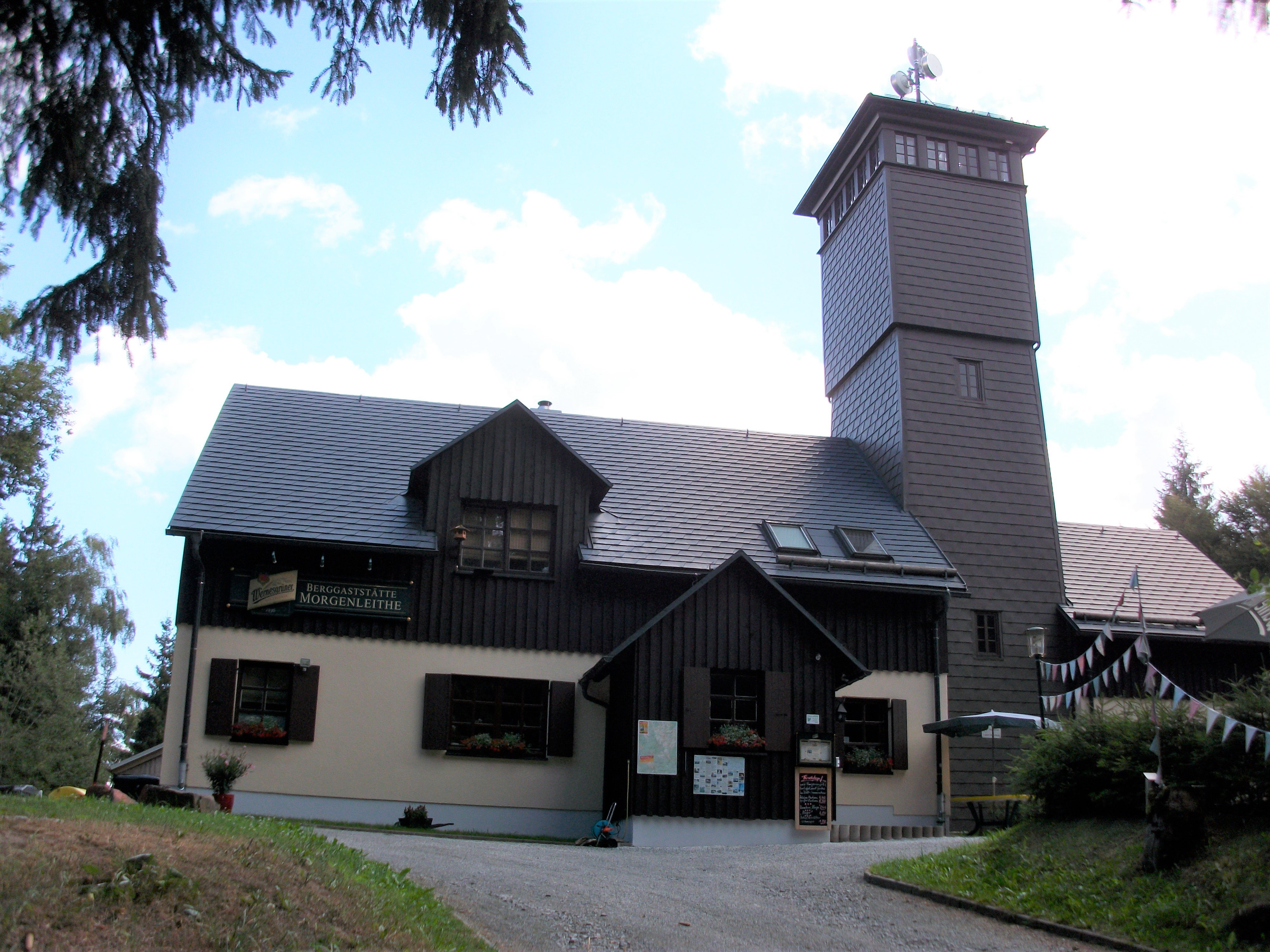
Berggaststätte Morgenleithe

### Geographische Lage und Verkehr

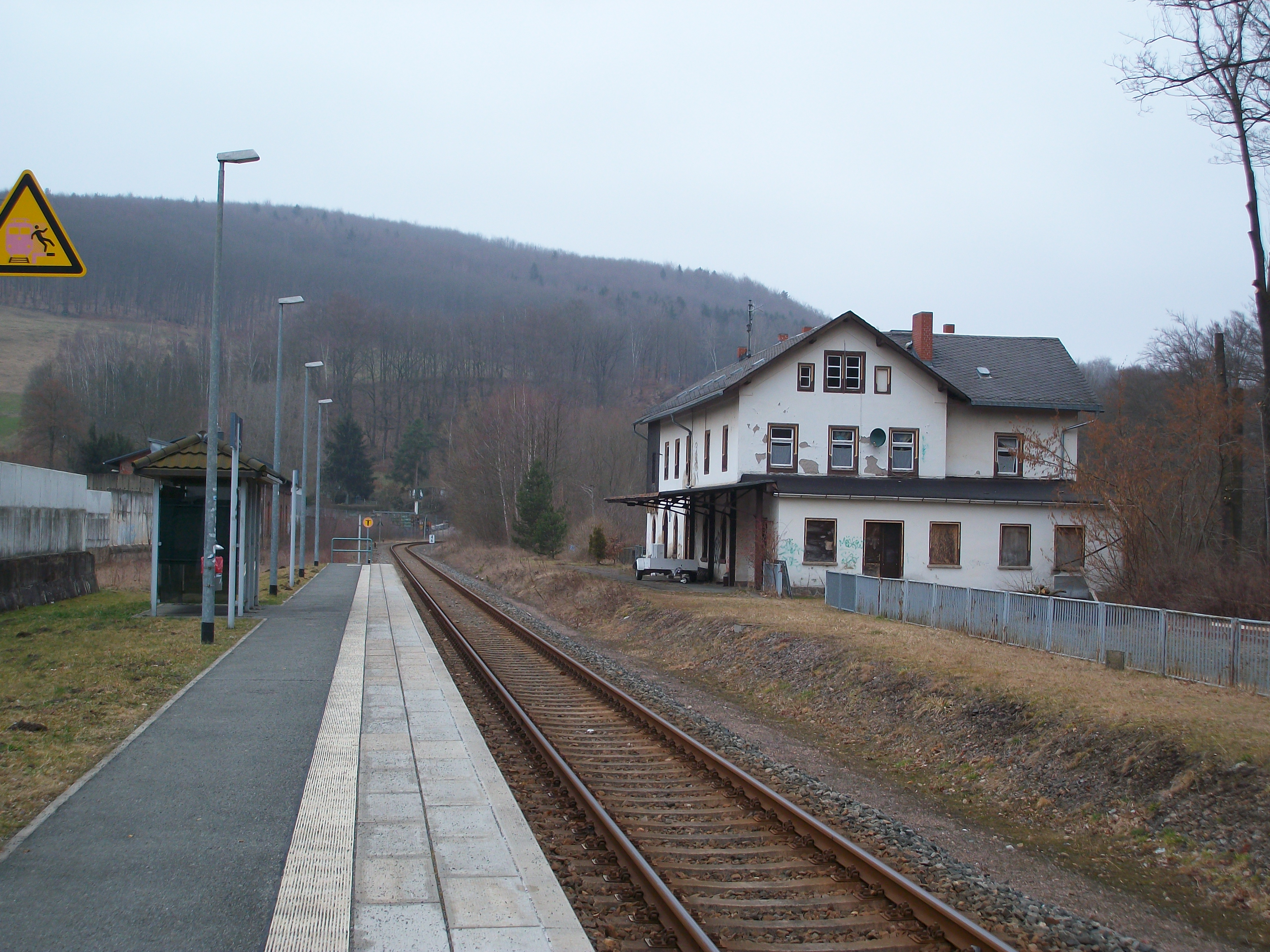
Bahnhof Lauter (Sachsen) mit ehemaligem Empfangsgebäude (2016)

Lauter bildet den südwestlichen Teil der Gemeinde Lauter-Bernsbach. Der Ortsteil erstreckt sich auf einer Fläche von 21,55 km² und liegt zwischen den beiden Städten Aue und Schwarzenberg. Während das
Schwarzwasser die nordöstliche Flurgrenze in Richtung Aue und Bernsbach bildet, reicht die Ortsflur im Westen bis an die Zwickauer Mulde. Der nördlich des Siedlungsgebiets von Lauter liegende Burkhardtswald reicht bis zur Hakenkrümme. Im Waldgebiet südlich der Ortslage Lauter befindet sich die 811,6 m ü. NHN hohe Morgenleithe und die Conradswiese mit dem gleichnamigen Waldschulheim. 
Durch Lauter führt die Bundesstraße 101 als Silberstraße. Die westliche Ortsflur wird von der Bundesstraße 283 im Tal der Zwickauer Mulde tangiert, durch die südwestliche Ortsflur führt die Staatsstraße S 228. Lauter ist mit einem Bahnhof an der Bahnstrecke Zwickau–Schwarzenberg an den Schienenverkehr angebunden, welcher von der Erzgebirgsbahn auf der Regionalbahn-Verbindung Zwickau–Johanngeorgenstadt bedient wird. Er befindet sich im Tal des Schwarzwassers.

### Nachbarorte
| Aue (Ortsteil Eichert) | Aue (Ortsteil Niederpfannenstiel)           | Oberpfannenstiel, Bernsbach             |
|                        | Kompassrose, die auf Nachbargemeinden zeigt | Neuwelt                                 |
| Bockau                 | Bermsgrün mit Jägerhaus                     | Schwarzenberg/Erzgeb. (Stadtteil Heide) |

## Geschichte

### Gründung und Entwicklung
Der Ort wurde vermutlich am Ende des 12. Jahrhunderts als Waldhufendorf am westlichen Hang des Schwarzwassertals angelegt und 1460/62 im Terminierbuch der Zwickauer Franziskaner als Lawther erstmals urkundlich erwähnt. Weitere frühere Namensformen lauten Lawte (1501) und Lauttera (1509). Die Ortsnamen leiten sich vom Namen des Baches die Lauter ab, der heute nicht mehr benutzt wird.
Neben der Landwirtschaft und der Flößerei waren der Bergbau – vor allem die Zinnerzgewinnung – und die Korbmacherei Haupterwerbsquellen der Bevölkerung.
Im Hussitenkrieg, im Bauernkrieg und dem Dreißigjährigen Krieg wurde auch Lauter nicht verschont, Zerstörungen und Verwüstungen führten zur Stagnation der Einwohnerzahl.

### Wirtschaftlicher Aufschwung
Zu Beginn des 18. Jahrhunderts waren kursächsische Laboranten im Auftrag Augusts des Starken ausgeschickt worden, um Fundstellen von Heilkräutern und -wurzeln ausfindig zu machen. Daraus sollte – ähnlich wie im alten China – ein Elixier hergestellt werden, das ein langes und gesundes Leben versprach. Die Kräutermänner gründeten in Lauter eine Manufaktur, in der nach Geheimrezepturen Heil- und Hausmittel erzeugt wurden. Sie eröffneten im Jahr 1734 die Destillerie Lautergold und sorgten so mit für den wachsenden Wohlstand der Einwohner.
Seit der im 19. Jahrhundert einsetzenden Industrialisierung bei gleichzeitigem Niedergang des Bergbaus in der Region siedelten sich mehrere Maschinen-, Metall- und Holzverarbeitungsbetriebe sowie ein Emaillierwerk an. Außerdem entstanden Wäsche- und Papierfabriken.

### Das 20. Jahrhundert

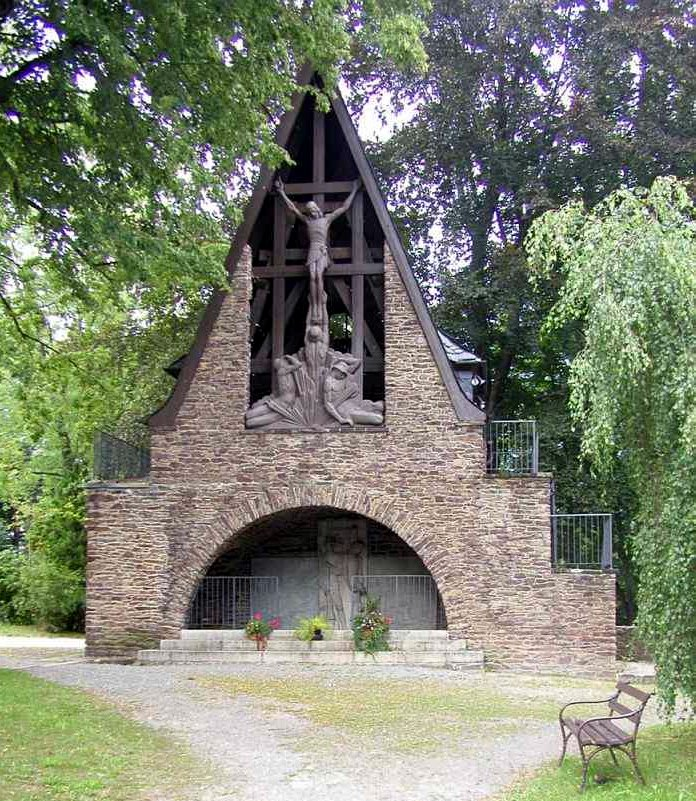
Kriegsehrenmal

In den beiden Weltkriegen wurden auch Lauterer Einwohner zum Kriegsdienst einberufen und mussten ihr Leben lassen, woran ein entsprechendes Kriegerdenkmal erinnert.
Durch die SAG/SDAG Wismut wurden ab 1947 im Steinbruch Weidauer ein Stollen und ein Tiefschurf aufgefahren. Eine vorgefundene Uranglimmervererzung wurde abgebaut und die Arbeiten eingestellt.
Zwischen 1950 und 1952 wurden am Nordost-Hang des Burkhardtswaldes ein Erzvorkommen mit dem Schacht 329 sowie mit acht Stollen und vier Tiefschürfen untersucht und 2,1 t Uran abgebaut.
Im Jahr 1962 wurde Lauter das Stadtrecht verliehen.
Am 1. Januar 2013 wurde Lauter mit Bernsbach zur neuen Stadt Lauter-Bernsbach zusammengeschlossen.

### Einwohnerentwicklung
Folgende Einwohnerzahlen beziehen sich auf den 31. Dezember des voranstehenden Jahres; nach 1990 mit Gebietsstand vom Januar 2007:
| 1962 bis 1988 - 1962: 9500 *) - 1982: 6778 - 1983: 6659 - 1984: 6567 - 1985: 6457 - 1986: 6299 - 1987: 6200 - 1988: 6107 | 1989 bis 1995 - 1989: 5880 - 1990: 5589 - 1991: 5442 - 1992: 5399 - 1993: 5328 - 1994: 5499 - 1995: 5401 | 1996 bis 2002 - 1996: 5303 - 1997: 5283 - 1998: 5255 - 1999: 5185 - 2000: 5199 - 2001: 5135 - 2002: 5103 | 2003 bis 2011 - 2003: 5066 - 2004: 5007 - 2005: 4968 - 2006: 4927 - 2007: 4872 - 2009: 4803 - 2011: 4707 |

 Quellen: *): Homepage der Stadt; sonst: Statistisches Landesamt des Freistaates Sachsen

## Wappen
Das Zentrum des Wappenschildes bildet eine Tanne, die den Waldreichtum der Stadt und ihrer Umgebung verkörpert. Um das Wurzelwerk legt sich Farnkraut als Symbol für die Flussaue, auf der Lauter einst entstand. Das Blattwerk rechts und links des Nadelbaumfußes charakterisiert die Früchte und Heilkräuter des Waldes. Eine rote umgebende Perlenschnur symbolisierte den früheren Erzreichtum der Stadt. – Wer das Wappen gestaltete, ist nicht überliefert, es wird auf Entwürfe von Volkskünstlern zurückgeführt. Im Zuge der Umsetzung bundesdeutscher Wappengestaltungen verschwand die Perlenschnur aus dem offiziellen Stadtwappen.

## Wirtschaft

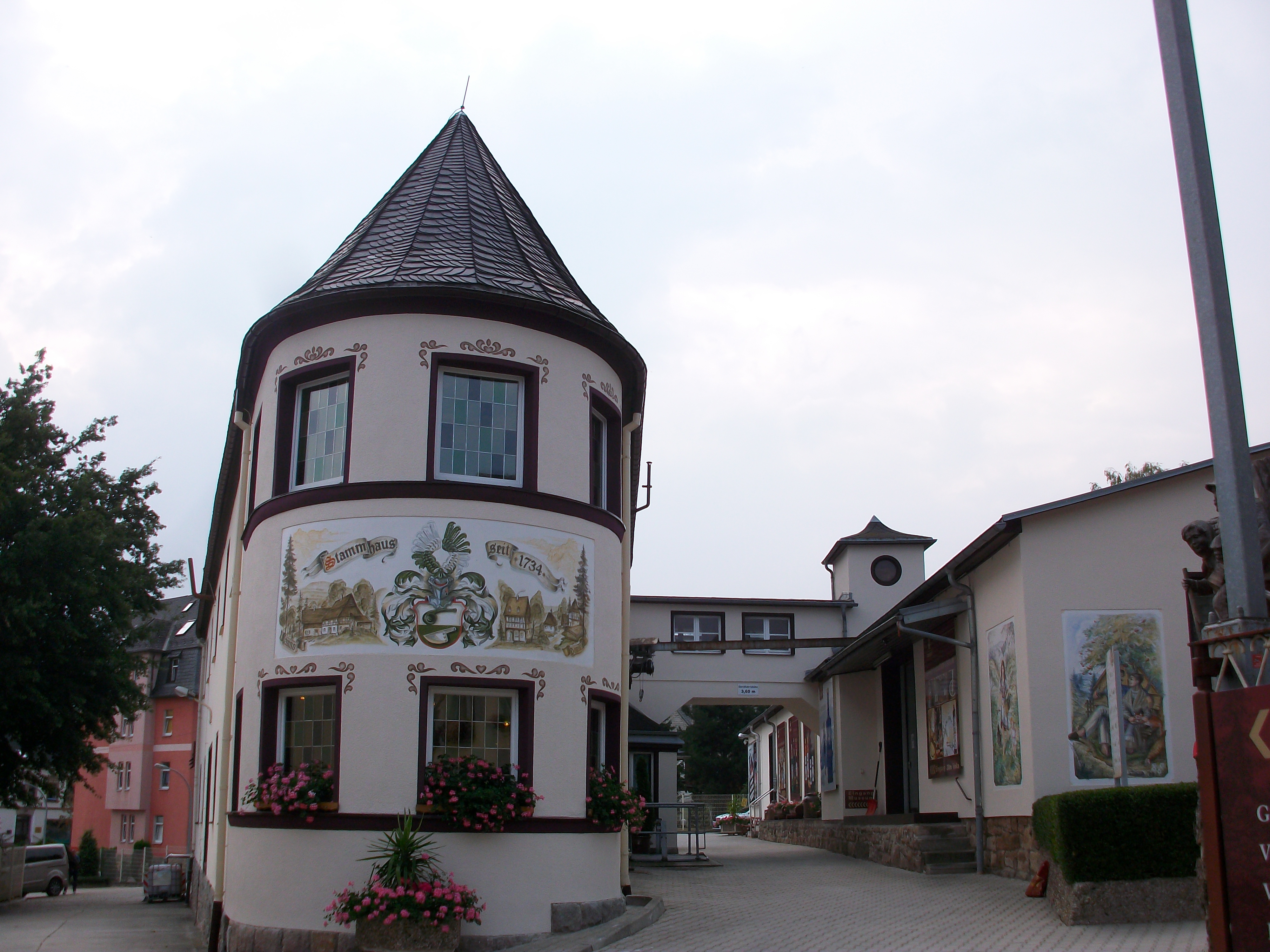
Lautergold Spirituosenfabrik

Seit den späten 1990er Jahren gibt es in der Stadt keine größeren Industriebetriebe mehr. Erhalten oder etabliert haben sich dagegen das Emaillierwerk, die Spankorbherstellung, die Likörfabrik. Handwerker, Klein-Gewerbetreibende und etliche Gasthäuser (wie die Morgenleithe oder die Pension Danelchristelgut) tragen zur Wirtschaftsstärkung von Lauter bei.
Der Spirituosenhersteller Lautergold, Paul Schubert GmbH hat hier seinen Sitz.

## Bildung und Kultur

### Schule

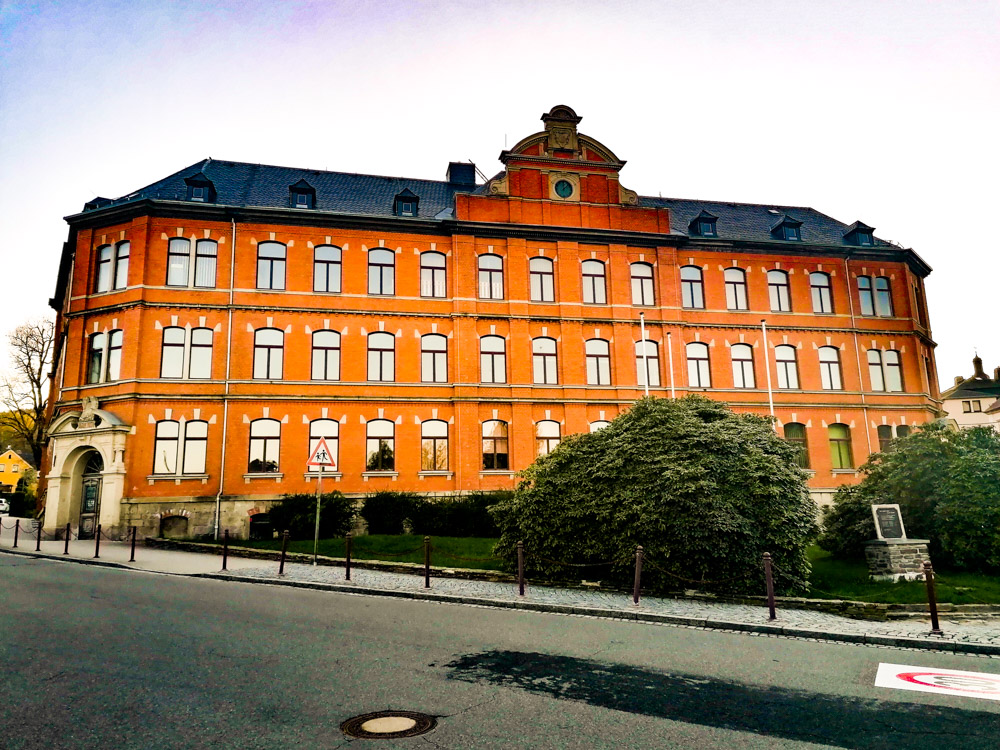
Heinrich-Heine-Schule

Im Jahr 1899 wurde eine neue Gemeindeschule eröffnet, die heute die Oberschule der Stadt ist und den Namen Heinrich-Heine-Schule trägt.

### Kommunale Einrichtungen
Hierzu zählen ein Kinderhaus, eine Jugendbegegnungsstätte, die Stadtbibliothek und ein Kulturhaus. Im Zusammenhang mit der Errichtung der Industriebetriebe entstand die Freiwillige Feuerwehr Lauter, die es auch heute noch gibt.

### Museum
Aus dem im 18. Jahrhundert gegründeten Stammhaus der Likörfabrik, die in der DDR gut bekannte Liköre wie Bergmannsgold, Steinholder, Vugelbeertroppn oder Lauterer Tropfen unter dem Fabriknamen Lautergold erzeugte, ging nach 1990 das Spirituosenmuseum Alte Laborantenkunst hervor. Es bezeichnet sich selbst als „kleinste und funktionstüchtige Spirituosenfabrik Deutschlands“. In der Museumsschau können Interessenten den Produktionsprozess auf funktionierenden historischen Gerätschaften hautnah verfolgen. Verkostung und Verkauf der heutigen Produkte beschließen einen Besuch.

### Kunstgalerie
Eine privat geführte Kunstgalerie (Rathausstraße) rundet neben den verschiedenen Stadtfesten die Kulturangebote ab.

## Sehenswürdigkeiten, Sport, Veranstaltungen

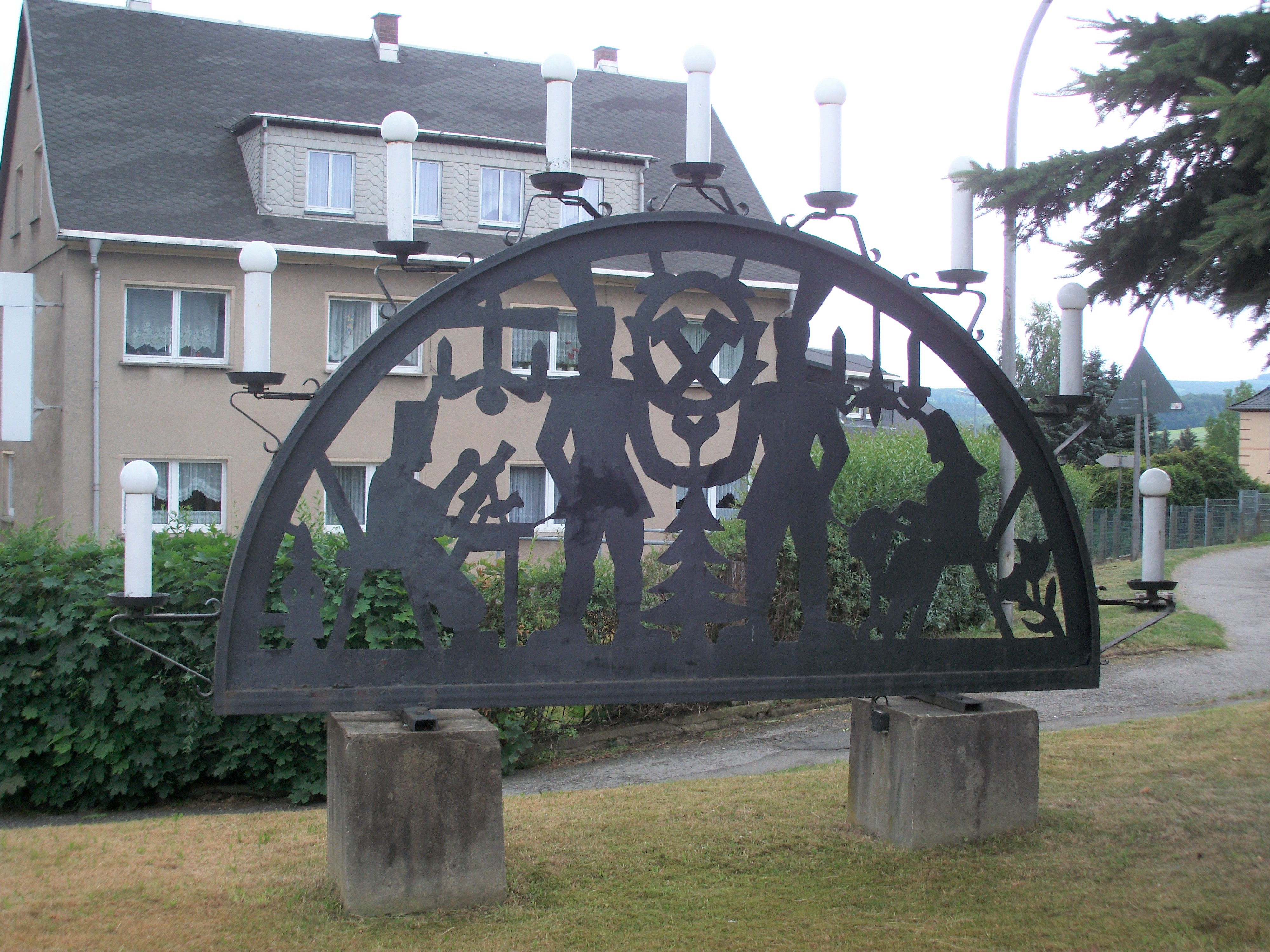
Außenschwibbogen an B101 in Lauter

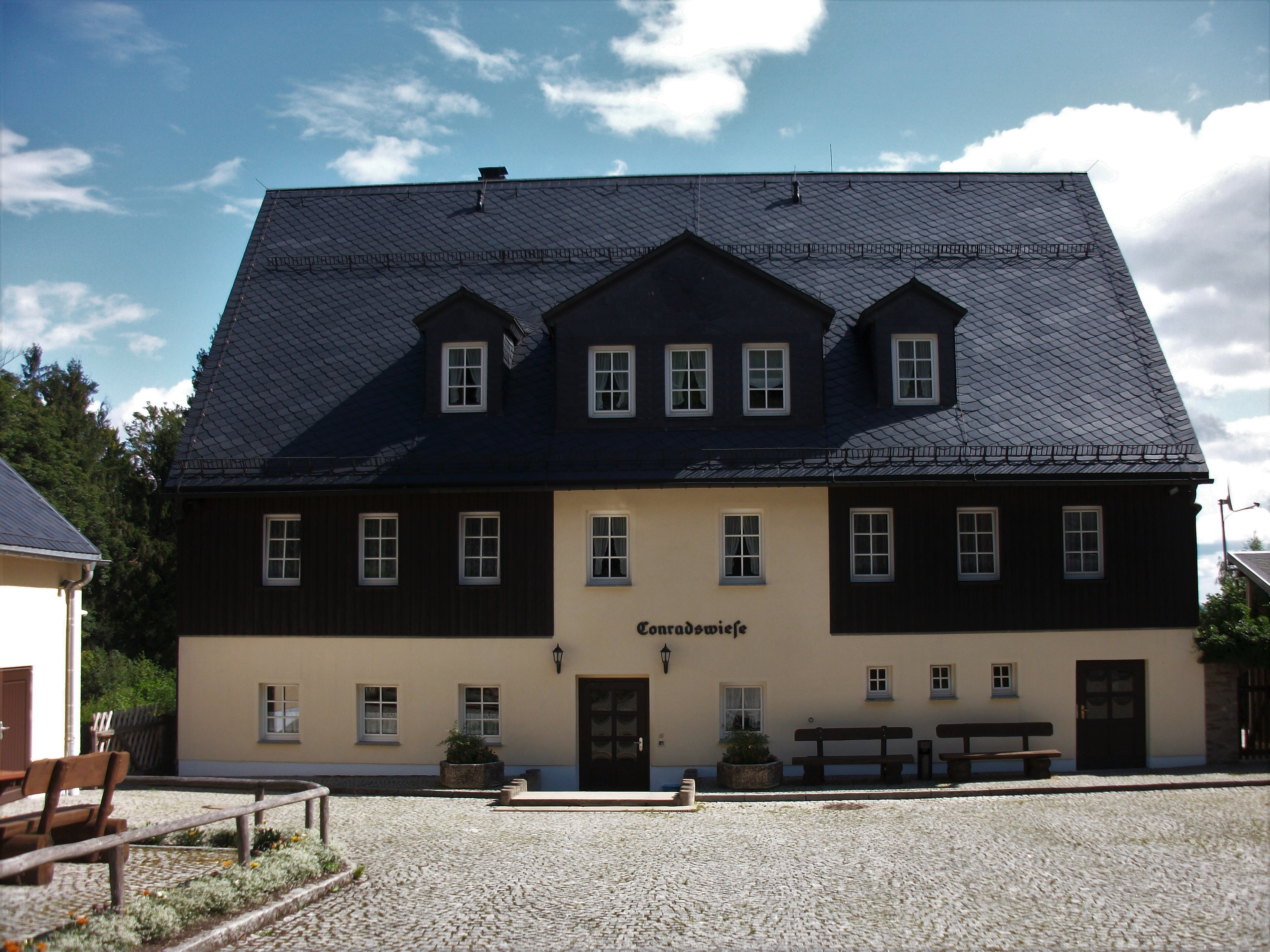
Waldschulheim Conradswiese

### Rathaus

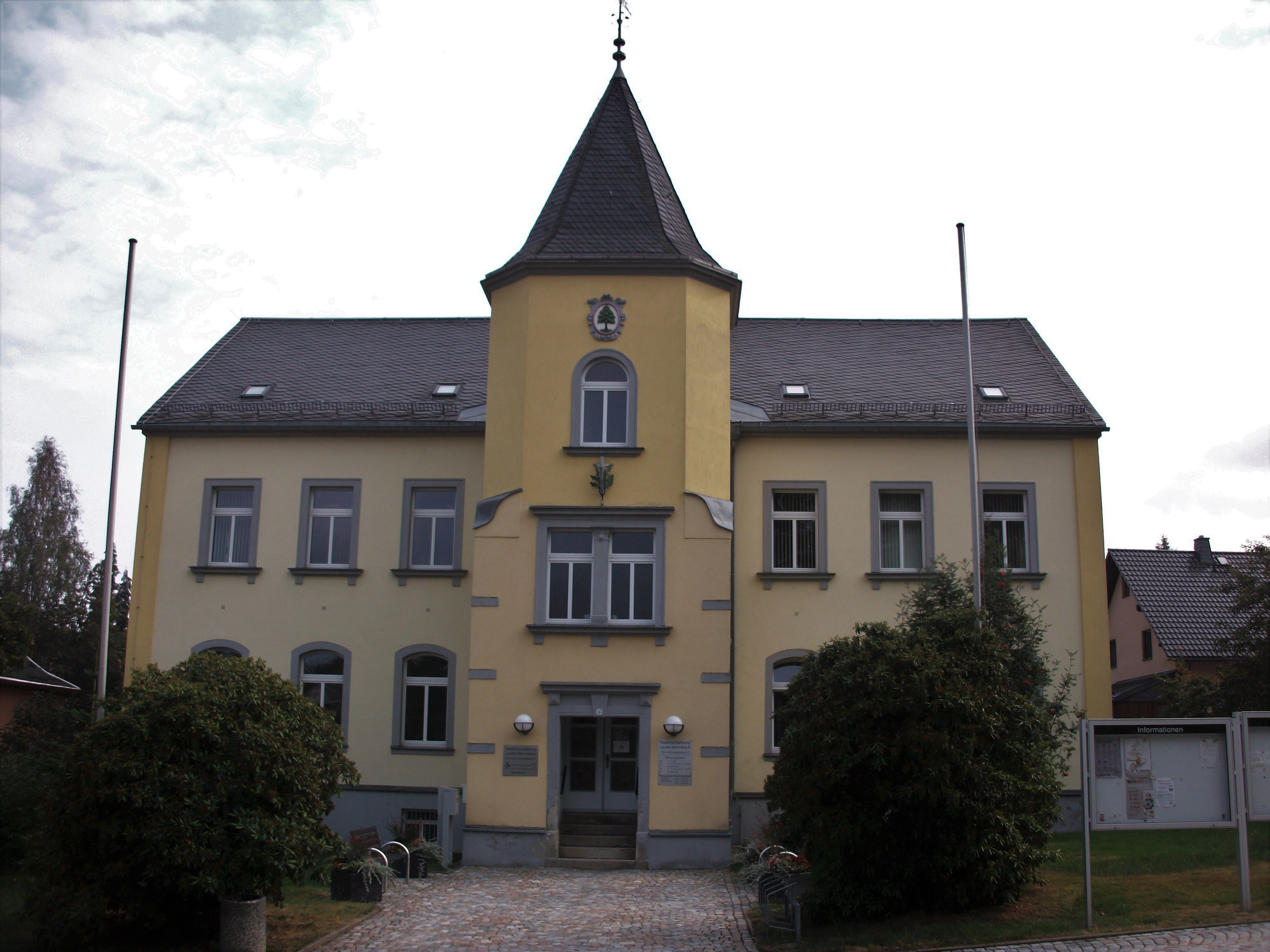
Rathaus Lauter, altes Gebäude

Im Stadtzentrum lädt das historische Rathaus aus dem Jahre 1875 zu einer Besichtigung. Es diente im 19. Jahrhundert als Schule.

### Postmeilensäule
Eine früher in Aue vorhanden gewesene kursächsische Postmeilensäule wurde nach 1990 rekonstruiert und 1995 im Zentrum von Lauter neu aufgestellt.

### Kirchen

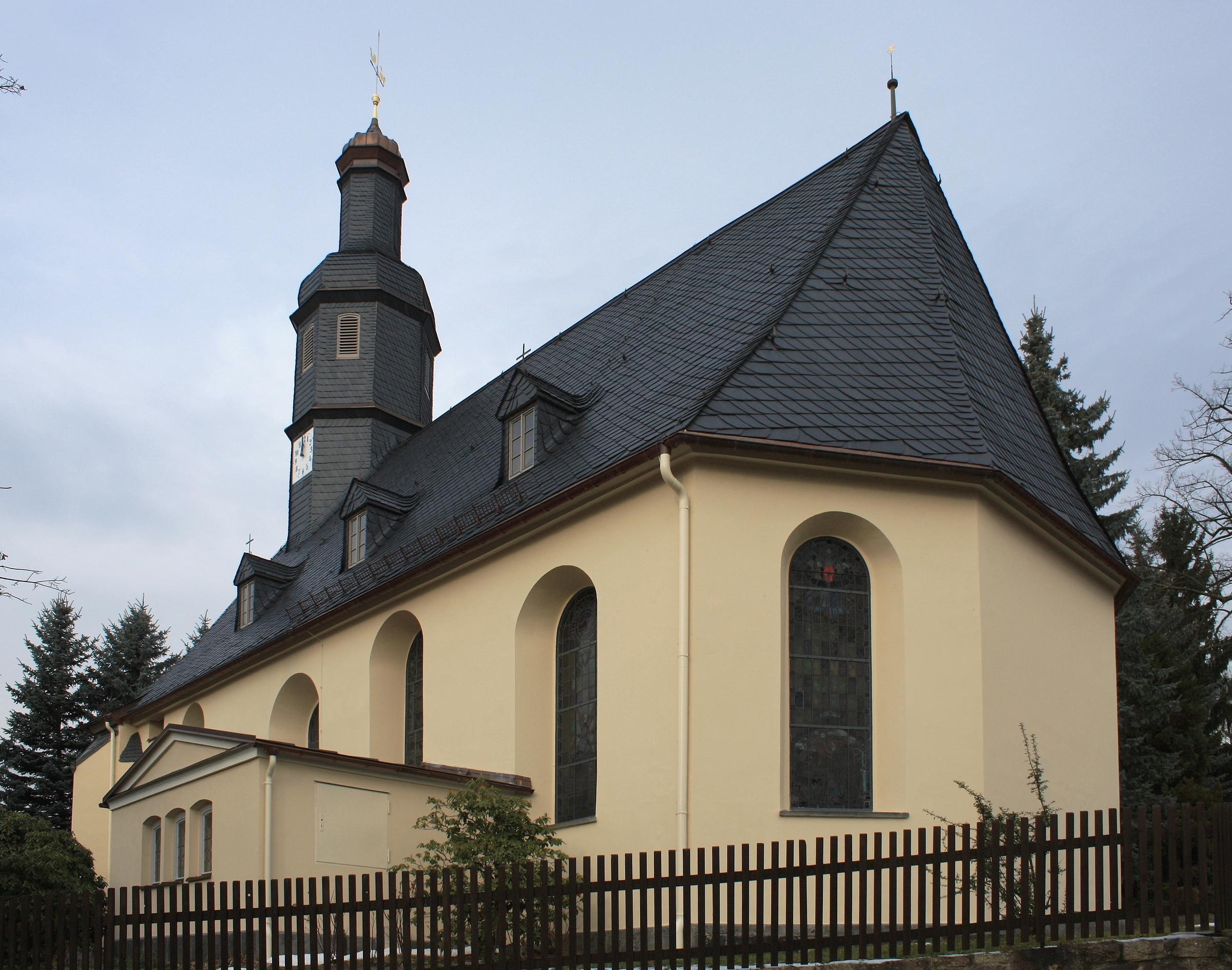
Pfarrkirche

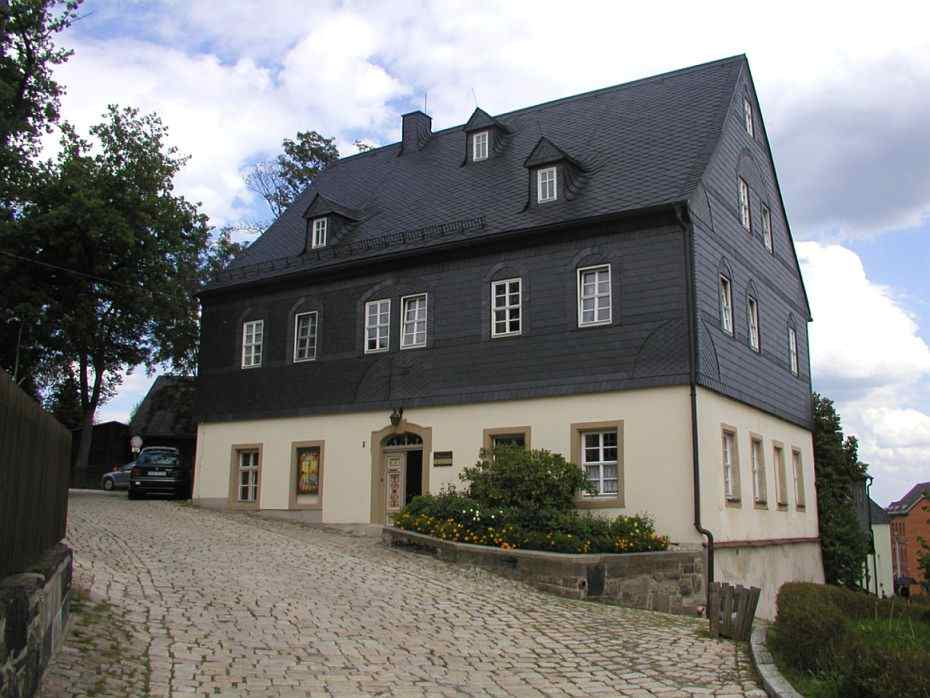
Pfarrhaus

Vier kirchliche Einrichtungen befinden sich im Ort, das sind:
- Die Pfarrkirche im Zentrum der Stadt (Pfarrstraße) geht auf eine um 1250 hier nachgewiesene Dorfkirche zurück. Das jetzige evangelisch-lutherische Gotteshaus wurde 1628 fertiggestellt und inzwischen mehrfach restauriert.
- eine Landeskirchliche Gemeinschaft (Dietrich-Bonhoeffer-Straße)
- eine Evangelisch-Freikirchliche Gemeinde (Antonsthaler Straße)[6] und
- eine evangelisch-methodistische Gemeinde (Kapellenstraße).

### Sport
Anfang der 1950er Jahre spielte die Sektion Fußball der BSG Empor Lauter in der DDR-Oberliga, ehe ihre Mannschaft 1954 nach Rostock delegiert wurde, wo sie der heute als Hansa Rostock aus dem Gesamtverein gelösten Fußballabteilung des SC Empor Rostock angeschlossen wurde.
Ein Freibad aus dem 20. Jahrhundert hat sich erhalten und konnte umfassend erneuert werden. Es liegt in der Nähe einer Kleingartenanlage im Griesetal nahe dem Ortsausgang in Richtung Schwarzenberg. Neben dem 50-Meter-Schwimmbecken laden großzügige Freiflächen zur sportlichen Betätigung wie Fußball- oder Volleyballspielen ein. Daneben gibt es auch einen Kinderspielplatz.

### Veranstaltungen
Eine an dem Beinamen der Stadt angelehnte Veranstaltung ist das seit 1996 jährlich ausgerichtete Vogelbeerfest, auf dem eine Vogelbeerprinzessin gewählt wird. Außerdem gibt es Heimatfeste und Weihnachtsmärkte sowie regelmäßige Mitmach-Angebote für Kinder, erwachsene Einwohner und Touristen.

## Persönlichkeiten

### Ehrenbürger
- 1998: Horst Scharf (1925–2008), Lehrer, Chronist und Vorsitzender des Erzgebirgszweigvereins in Lauter[8]
- 1998: Steffi Walter geb. Martin (1962–2017), Doppelolympiasiegerin und Weltmeisterin im Rennrodeln
- 2009: Gottfried Rebner (* 1928), evangelischer Pfarrer

### Söhne und Töchter von Lauter
- Johann Georg Rachalß (1630–1671), kursächsischer Oberförster
- Friedrich Gustav Weidauer (1810–1897), Bürgermeister von Schwarzenberg (1840–1881), MdL (Königreich Sachsen)
- Carl Fedor von Bose (1856–1919), Regierungsrat in Straßburg, Mitglied der Generaldirektion der Reichseisenbahnen in Elsaß-Lothringen und Ober und Geheimer Baurat
- Camillo Günther (1881–1958), Architekt
- Albert Hänel (1884–1966), Holzschnitzer und sächsischer Staatspreisträger
- Walter Weidauer (1899–1986), 1946 bis 1958 Oberbürgermeister der Stadt Dresden
- Otto Auerswald (1900–1962), Chefinspekteur der Transportpolizei und Generalmajor der Volkspolizei
- Werner Krusche (1917–2009), evangelischer Theologe und Bischof von Magdeburg
- Rudolf Schneider (1921–1986), Fußballspieler
- Walter Espig (1921–1993), Fußballspieler
- Konrad Schubert (1927–2017), Fußballspieler
- Karl-Heinz Singer (1928–2005), Fußballspieler
- Johannes Weidauer (* 1930), Politiker (NDPD)
- Jürgen Jäger (* 1935), Gartenbauingenieur und Gartendirektor
- Eberhard Riedel (* 1938), Skirennläufer
- Dieter Schneider (* 1949), Fußballspieler

### Personen mit Bezug zu Lauter
- Christian Gottlieb Weidauer († 1877), Politiker, Gemeindevorstand von Lauter
- Bruno Herrmann (1870–1927), Mundartdichter, Kammerrat und Bürgermeister
- Max Pickel (1884–1976), Lehrer und Scherenschnittkünstler
- Edwin Bauersachs (1893–1948), erzgebirgischer Heimatdichter, war von 1919 bis 1945 in Lauter tätig